# 春日神社 (函南町)
春日神社（かすがじんじゃ）は、静岡県田方郡函南町大竹地区に鎮座する神社。

## 概要
JR函南駅の北西、大竹地区を縦断する幹線道の西脇に鎮座している。
境内にある大きなクスノキ（樟）が、県指定の天然記念物になっている。

## 祭神
- 天児屋根命
- 建御雷命
- 経津主命

## 境内
- クスノキ（樟） - 県指定天然記念物[2]。